# Nancy Goodman Brinker
Nancy Goodman Brinker (Peoria, Illinois, 1946. december 6. –) 2001 és 2003 között volt a Budapestre akkreditált amerikai nagykövet.

## Közéleti tevékenysége
Brinker három elnök kormánya alatt is részt vett az amerikai kormányzat munkájában. 1986-ban Ronald Reagan elnök őt jelölte ki a 18 fős National Cancer Advisory Board (országos rákellenes tanács) vezetésére. 1990-ben George H. W. Bush elnök rákellenes bizottságát vezette, emellett Dan Quayle alelnök mellrákkal foglalkozó albizottságát felügyelte, amely a betegséggel kapcsolatos kutatásokat, áttöréséket és eseményeket követte nyomon. 2000-ben a National Dialoge on Cancer országos rákellenes tájékoztató kampány irányító szervébe jelölték. E tevékenységéért 2005-ben Albert Lasker-díjat kapott.

## Magyarországi nagykövetként
Brinker Peter F. Tufót követte a budapesti nagyköveti poszton. 2001. szeptember 11-én kellett volna Magyarországra indulnia, ám a 2001. szeptember 11-ei terrortámadás miatt csak később érkezett a nagykövetségre. Nagyköveti megbízatása a tervezettnél korábban 2003. június 19-én ért véget, mert részt vállalt Bush újraválasztási kampányában. A magyar állam 2003-ban a Magyar Érdemrend parancsnoki keresztje a csillaggal kitüntetést adományozta neki. Utódja George Herbert Walker III lett.

## Társadalmi szerepvállalása
Brinker alapította a Susan G. Komen Breast Cancer Foundation mellrák ellenes alapítványt, melyet az 1980-ban elhunyt nővéréről nevezett el. Brinker Magyarországra érkezése után nem sokkal bevezette az azóta hagyománnyá vált Egészség Hídja kezdeményezést, amely a mellrák veszélyeire hívja fel a figyelmet.

## Magyarul megjelent művei
- Nyerjük meg a versenyt! Saját történetem az emlőrák leküzdéséről, amely tanulság minden nő számára; közrem. Chriss Winston, ford. Vajda András; Minerva, Bp., 2002